# Wehr (Wasserbau)

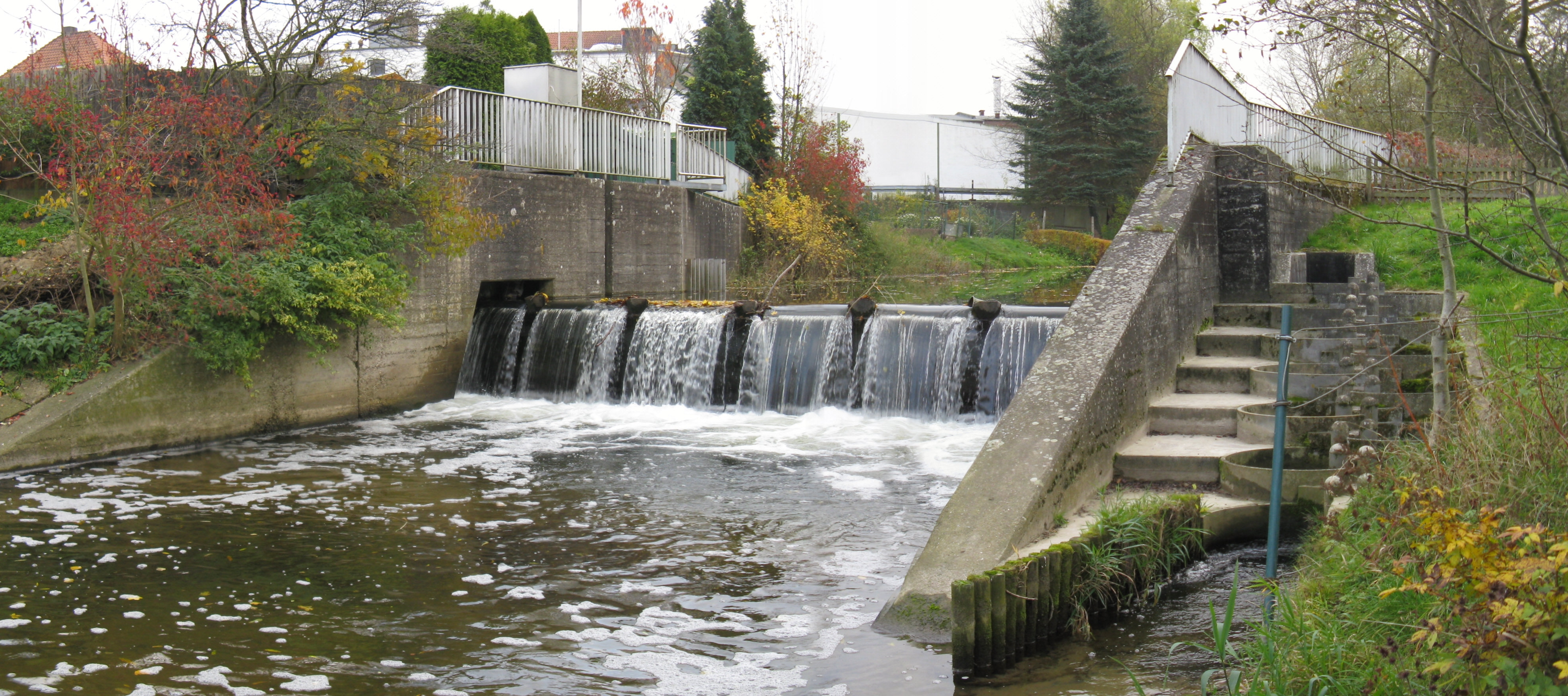
Regulierbares Wehr mit Fischpass an der Werre in Lage

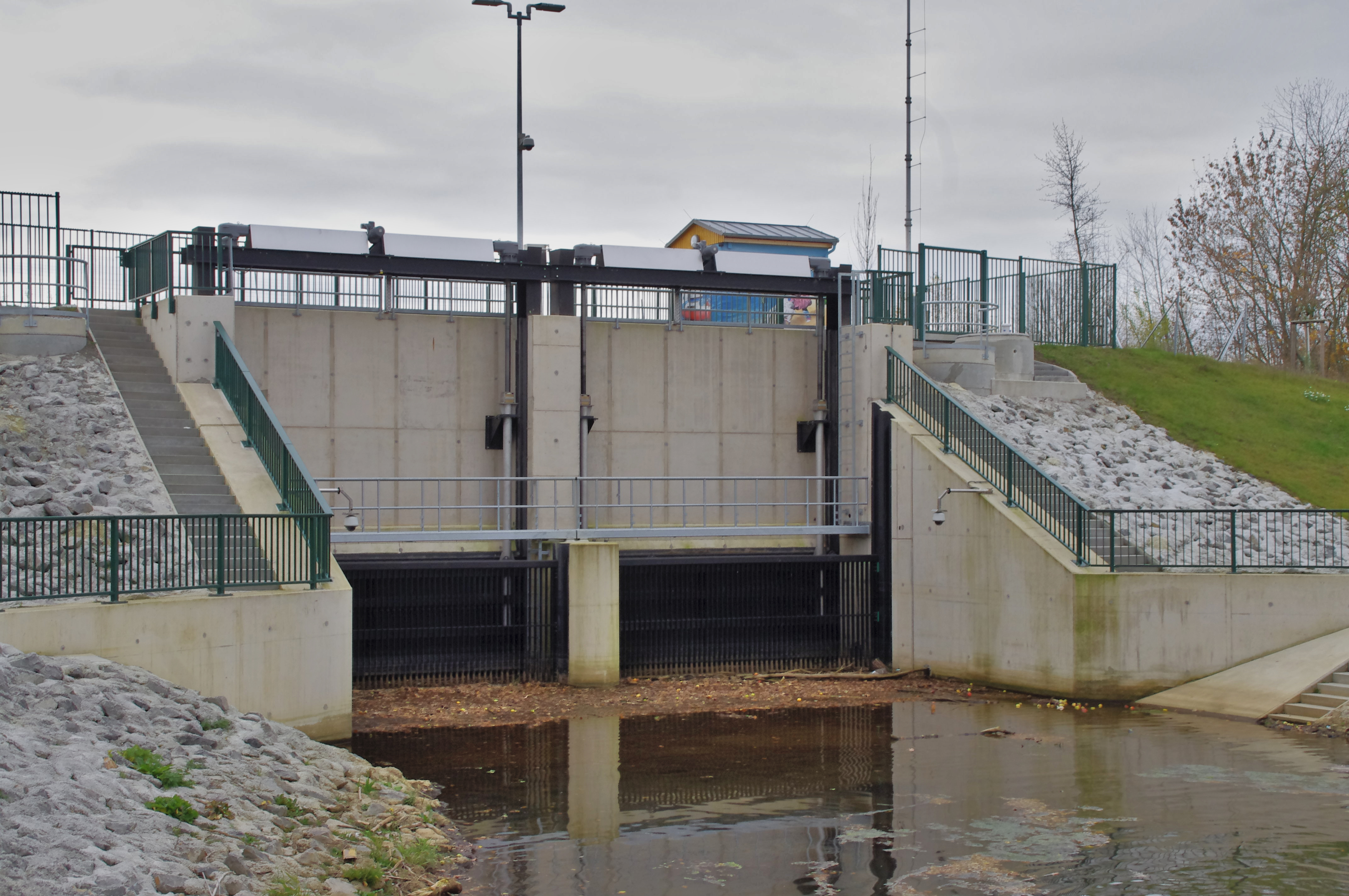
Wehr am Zwenkauer See

Ein Wehr, auch Stauwehr, Stauwerk, in der Schweiz, in Österreich und Süddeutschland auch Wuhr, Werche oder Legi genannt, ist im Wasserbau ein Absperrbauwerk, das den Zufluss oder Abfluss eines Gewässers abschließt. Damit ist es Teil einer Stauanlage und bildet eine künstliche Fallstufe. Wehre können zeitweise überströmt oder durchströmt oder beides gleichzeitig sein. Sie werden häufig, aber nicht zwingend zusammen mit anderen Anlagen wie z. B. Wassermühlen, Wasserkraftwerken, Schleusen und Staudämmen errichtet und betrieben.
Der Bereich in tatsächlicher oder potentieller Gewässerfließrichtung unterhalb des Wehres wird als Unterwasser, der oberhalb als Oberwasser bezeichnet. Das überfallende Wasser fällt hinter dem Wehr in ein Tosbecken. Das Tosbecken kann durch eine Schwelle abgeschlossen werden, die der Stabilisierung des Wechselsprungs dient. Über großen festen Wehranlagen werden manchmal Flussbrücken errichtet. Eine kleinere Bauform des Wehrs ist die Stellfalle.

## Geschichte
Die ersten von Menschen gebauten Wehre gab es mit Beginn der Sesshaftwerdung in Mesopotamien, am Indus und am Nil schon vor etwa 5000 Jahren. Frühe Wehre wurden als leicht versetzbare Lehmdämme (später auch mit Holzbrettern) in Bewässerungskanälen angelegt; die späteren festen Wehre dienten meist der regulierten Zuleitung von Wasser für den Betrieb von Mühlen an Flüssen oder Bächen bzw. der Regulierung eines Kanals anderer Zweckbestimmung wie Wasserversorgung, Bewässerung (Wehr mit Ausleitung eines Wehrgrabens). Stauwehre konnten Gewässer mit geringer Tiefe schiffbar machen, stellten andererseits jedoch insbesondere für die Großschifffahrt erhebliche Hindernisse dar.

## Verwendung

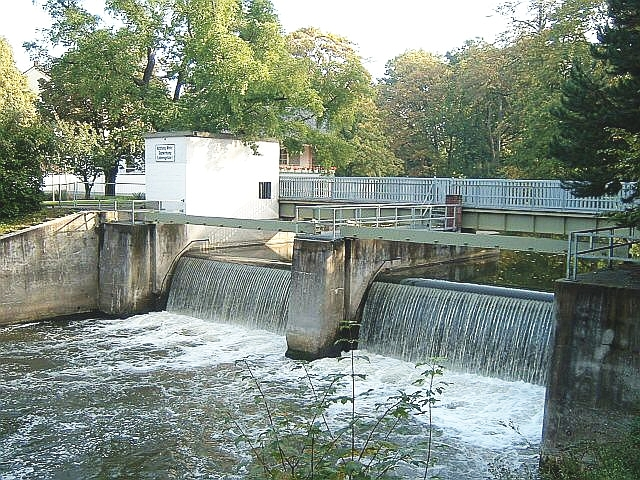
Die Wehre an der Nidda dienen der Regulierung des Wasserstandes. Hier zu sehen in Frankfurt-Rödelheim nahe Brentanopark

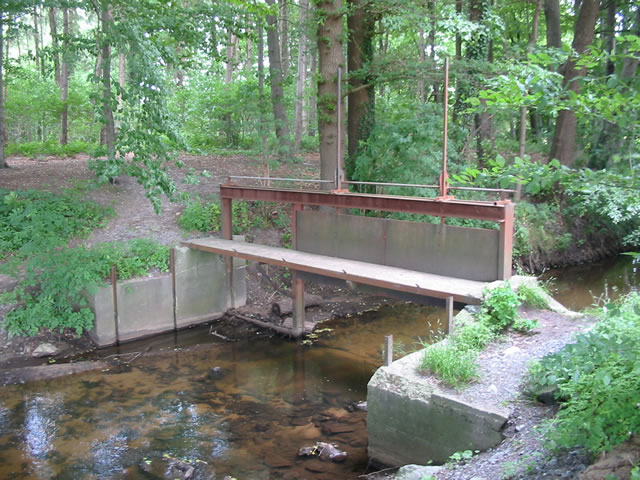
Stillgelegtes Hubschütz zu Bewässerungszwecken im Laibach in Kölkebeck bei Halle Westfalen

Grundsätzlich erhöhen Wehre das Niveau des Oberwassers um wenige Zentimeter bis um einige Meter und können damit verschiedenen Zwecken dienen (oft auch mehreren Zwecken gleichzeitig):
- Energiegewinnung (Wassermühle, Wasserkraftwerk; die Kraftanlage kann an einem abgeleiteten Kanal oder direkt in der Staustufe liegen: Flusskraftwerk, Laufwasserkraftwerk); siehe auch Mühlkanal
- Schiffbarmachung des Oberwassers (dann in aller Regel in Kombination mit einer Schleuse, die die Umfahrung des Wehrs ermöglicht)
- Ableitung einer Teilmenge oder der gesamten Wassermenge zur Gewinnung von Brauchwasser, Trinkwasser, zur landwirtschaftlichen Bewässerung, zur Löschwasserbereitstellung, für militärische Gräben, oder für andere Zwecke. Hierzu wird kurz oberhalb des Wehres Wasser aus dem Gewässer gepumpt, oder es zweigt ein Wassergraben (Wehrgraben) ab.
- Beeinflussung der Fließdynamik in einem Gewässersystem: Regulierwehr
- Stabilisierung der Sohle des Fließgewässers (Stützwehr)
- Durchflussmessung eines Fließgewässers mittels einer Wehrplatte
- Schaffung von Retentionsvolumen und Schwallspülungen in Stauraumkanälen in Form von Kaskadenwehren
- Steuerung von Abwasserströmen und Entlastungen von Mischwasser in der Siedlungswasserwirtschaft mit Hilfe von Entlastungswehren
- Fischfang im Fischwehr
- Anhebung oder Stützung von Grundwasserständen (Kulturwehr)

Als Stauziel wird dabei der vorgeschriebene Wasserstand im Oberwasser bezeichnet, der entsprechend der Zweckbestimmung des Wehres für den Regelbetrieb angestrebt wird und der mit Rücksicht auf am Oberlauf des Gewässers liegende Wassernutzer nicht überschritten werden darf. Kurzzeitige Überschreitungen sind jedoch in Ausnahmesituationen (z. B. bei Hochwasser) nicht immer zu vermeiden. Das Höchste Stauziel stellt die maximale Wasserspiegelhöhe beim Bemessungshochwasserabfluss dar. Die Wasserstandsbestimmung erfolgt mit einem Pegel.

## Messwehr

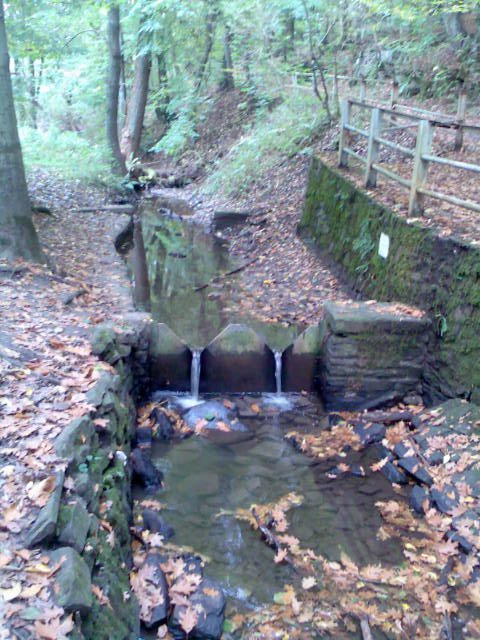
Zwei Dreieckswehre zur Durchflussmessung

Messwehre dienen zur Durchflussmessung eines Fließgewässers mittels einer Wehrplatte
- Thomsonwehr (Dreieckswehr)
- Plattenwehr
- Rechteckwehr
- Cipolettiwehr

## Bauformen

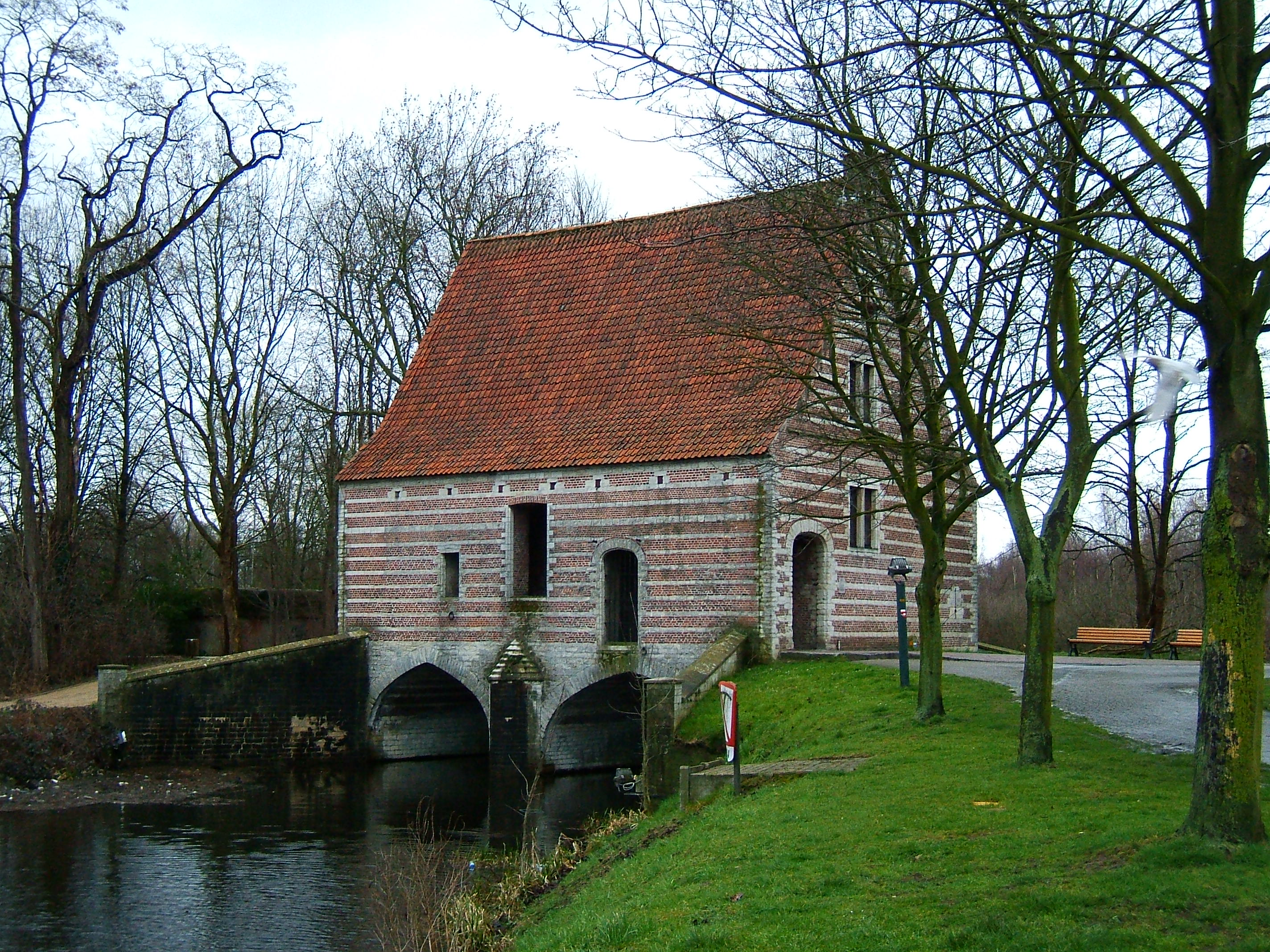
Wehranlage Groot Spui (um 1510) in Lier (Belgien), diente dazu, das Wasser der Nete nach Bedarf mehr durch die Stadt oder an ihr vorbei zu leiten

Je nach Bauart wird zwischen verschiedenen Wehren unterschieden:
Nicht steuerbare (feste) Wehre
Das Wehr besteht aus einem starren, nicht veränderbaren Staukörper ohne Regelungsorgane.
Steuerbare (bewegliche) Wehre
Durch Einbau von Steuerorganen (Wehrverschlüssen), hierzu zählen Zug- und Drucksegment, Aufsatzklappe und Schütz, kann der Wasserstand im Oberwasser des Wehres bedarfsgerecht gesteuert werden. Eine Sonderform der regelbaren Wehre stellen die sogenannten Schlauchwehre dar. Diese bestehen aus einem mit Luft oder Wasser befüllbaren Schlauch, der an der Gewässersohle verankert wird. In Abhängigkeit vom Füllungszustand des Schlauchs wird eine gewisse Regulierbarkeit des Wasserstandes im Oberwasser ermöglicht. Im Hochwasserfall kann bei Schlauchwehren durch Entleerung der Schlauch beinahe vollständig gelegt und somit ein freies Abfließen des Hochwassers gewährleistet werden.
Die Form der Wehrkrone kann breitkronig, strömungsgünstig ausgerundet oder scharfkantig ausgeführt werden. Die Form beeinflusst sowohl die Abflussleistung bei gegebenem Oberwasserstand als auch mögliche Unterwassereinflüsse.
Auf der Wehrkrone stellt sich im Allgemeinen ein Fließwechsel vom Strömen zum Schießen ein. Dieser Fließwechsel geht mit einer Beschleunigung des Abflusses auf dem Wehrrücken einher. Unter Umständen kann bei größeren Abflüssen und/oder bei geringen Wehrhöhen der relativ hohe Unterwasserstand für einen Rückstau auf der Wehrkrone sorgen. Der idealerweise vollkommene (durchs Unterwasser ungestörte) Überfall geht dann in einen unvollkommenen Überfall über, mit einer Anhebung des Wasserstandes im Oberwasser (Stauhaltung).

### Feste Wehre
Wehr mit Staukörper ohne Verschluss

Überfallwehr
Grundwehr (Breitkammwehr)
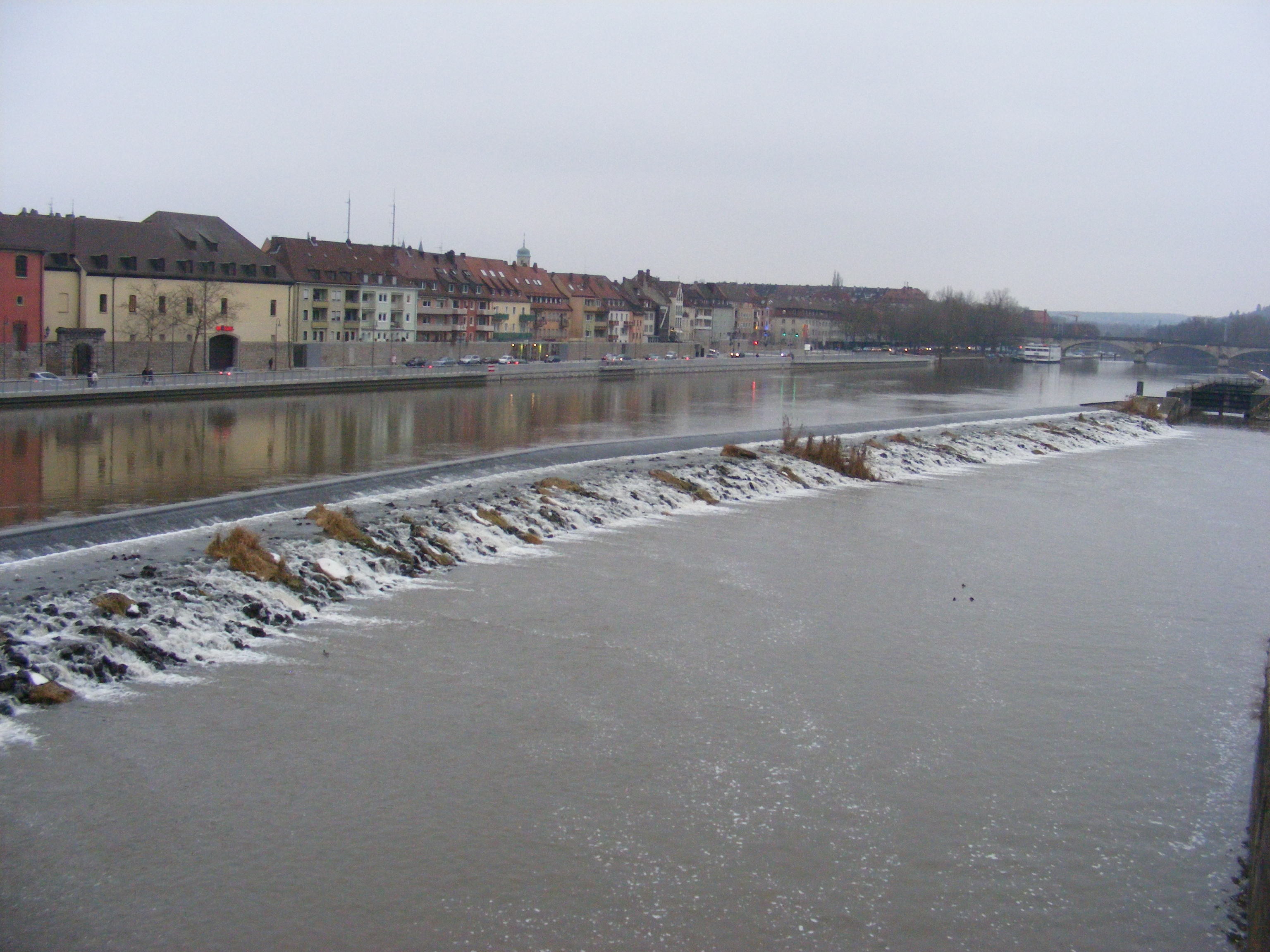
Streichwehr
Heberwehr

### Bewegliche Wehre
Bei beweglichen Wehren lassen sich im Bedarfsfall die Verschlüsse zum Teil oder ganz beseitigen.

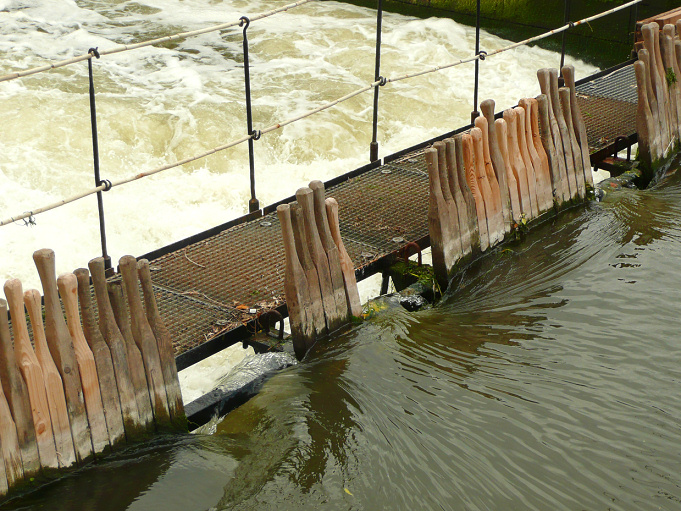
Nadelwehr
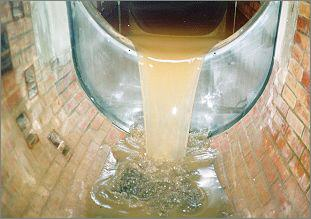
Kaskadenwehr

#### Bewegliche Wehre mit überströmbaren Verschlüssen

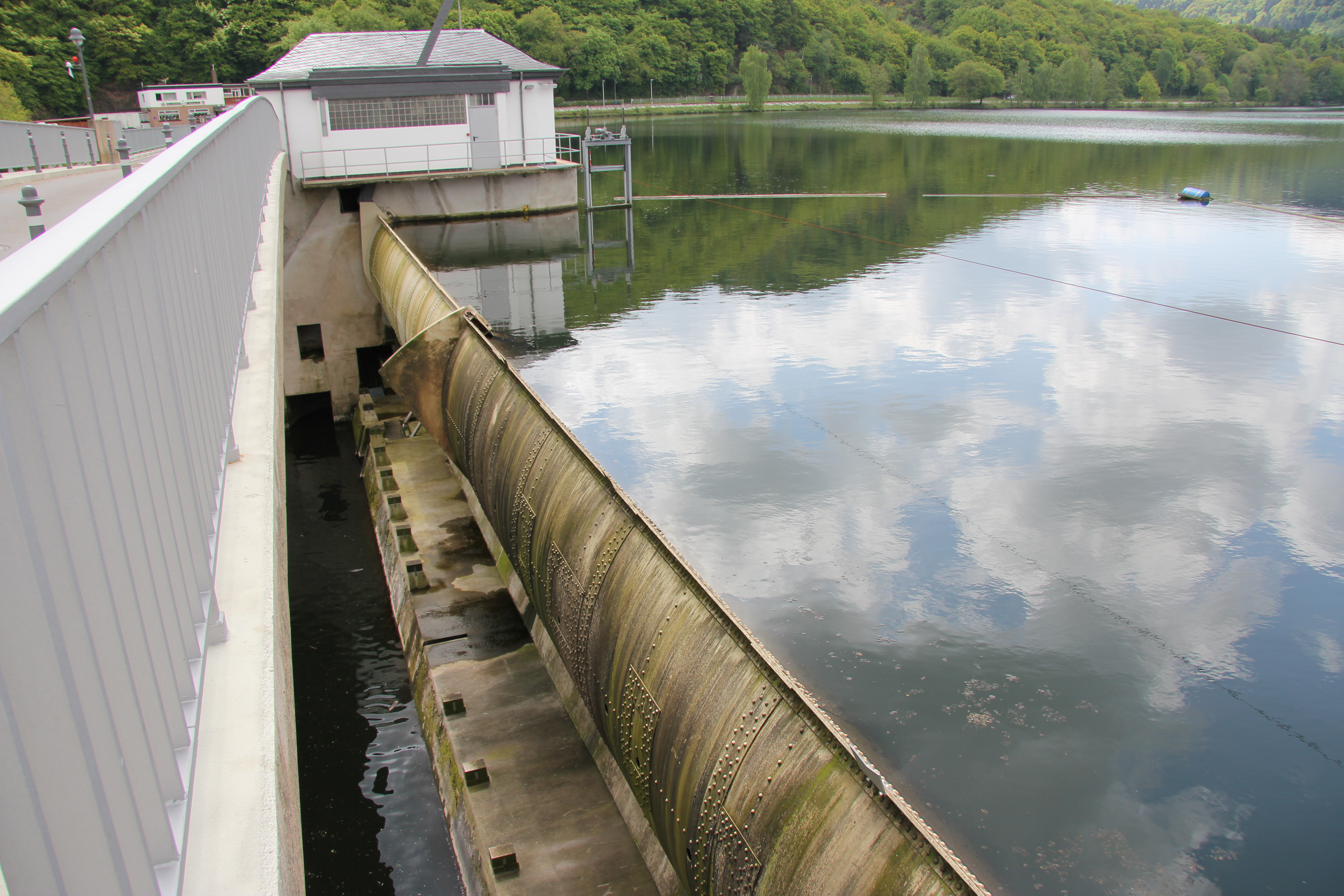
Fischbauchklappe
Trommelwehr
Sektorwehr
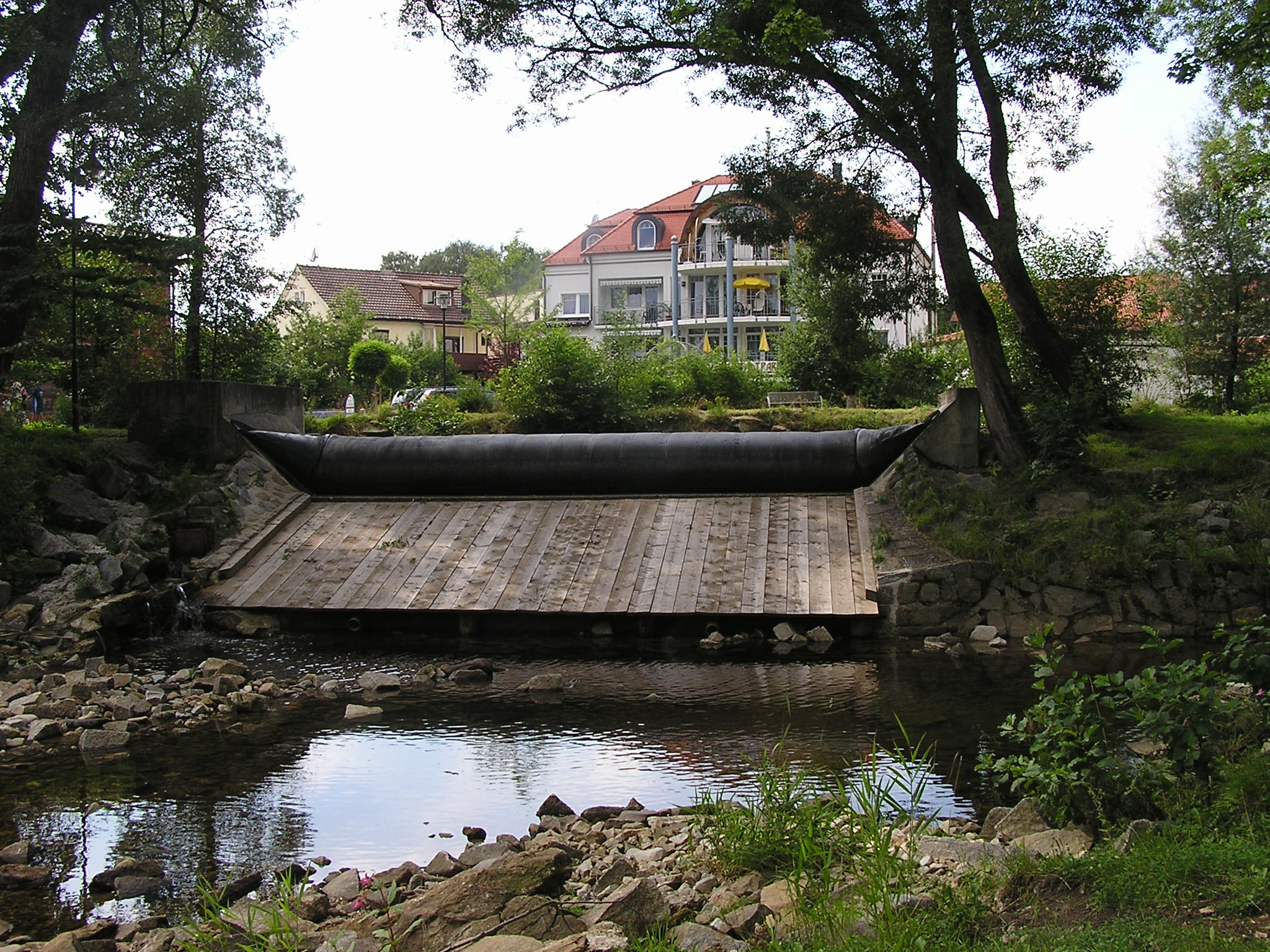
Schlauchwehr

#### Bewegliche Wehre mit unterströmbaren Verschlüssen

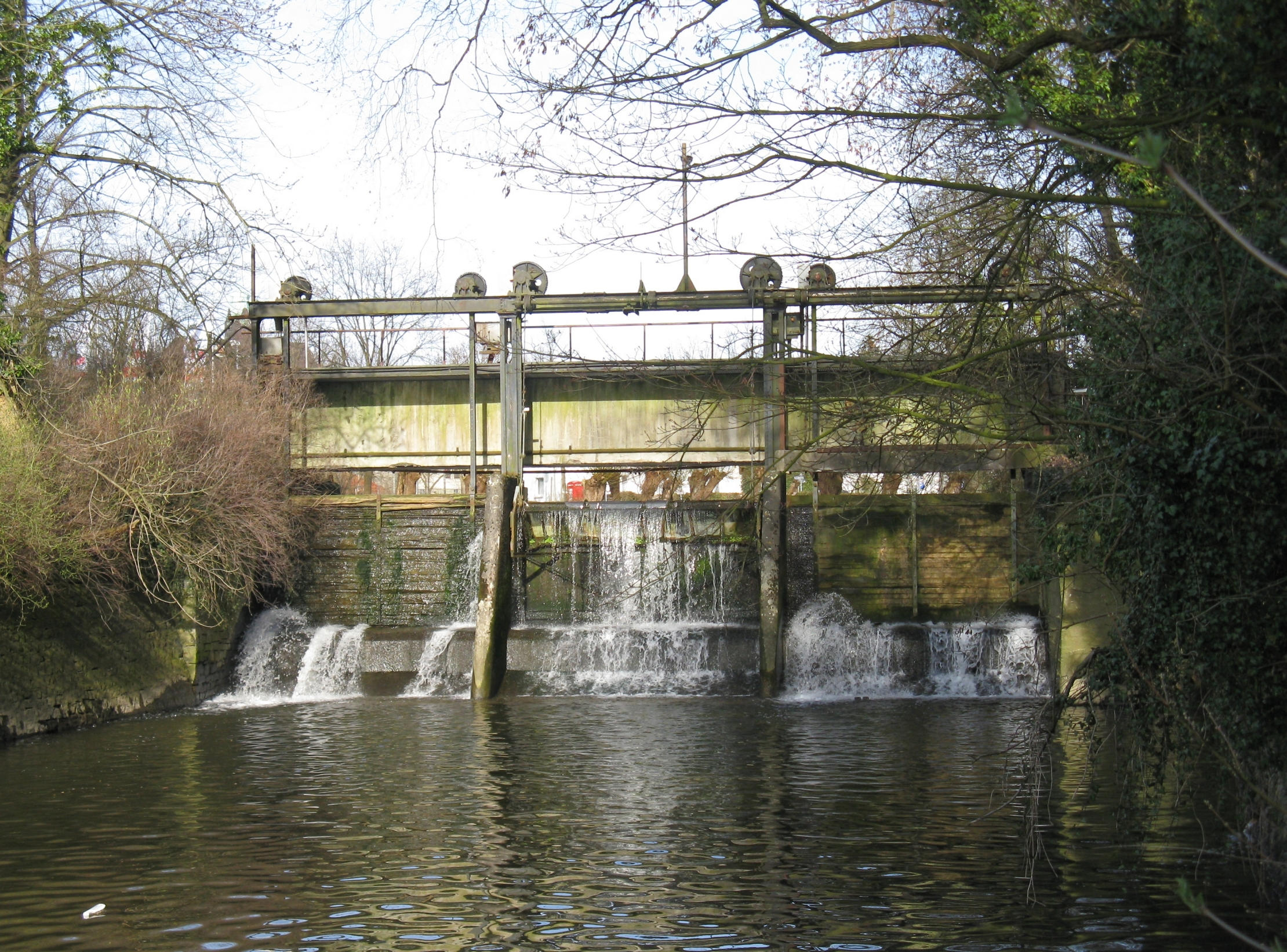
Schütz
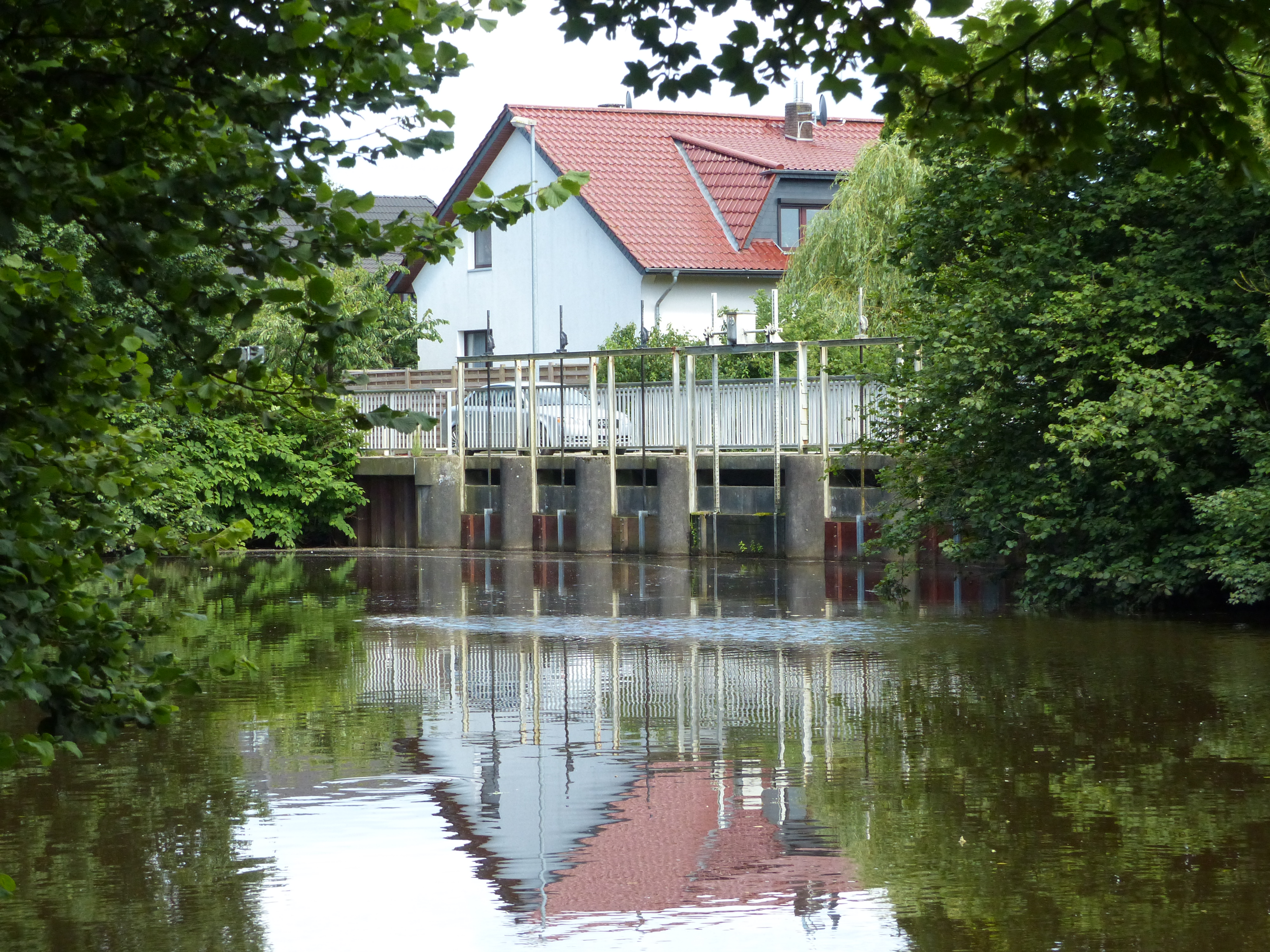
Verlaat
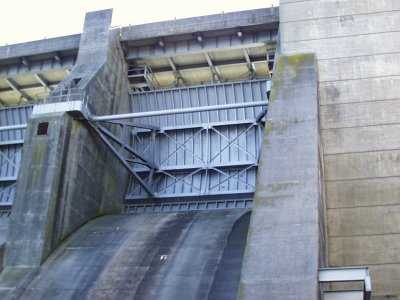
Segmentwehr
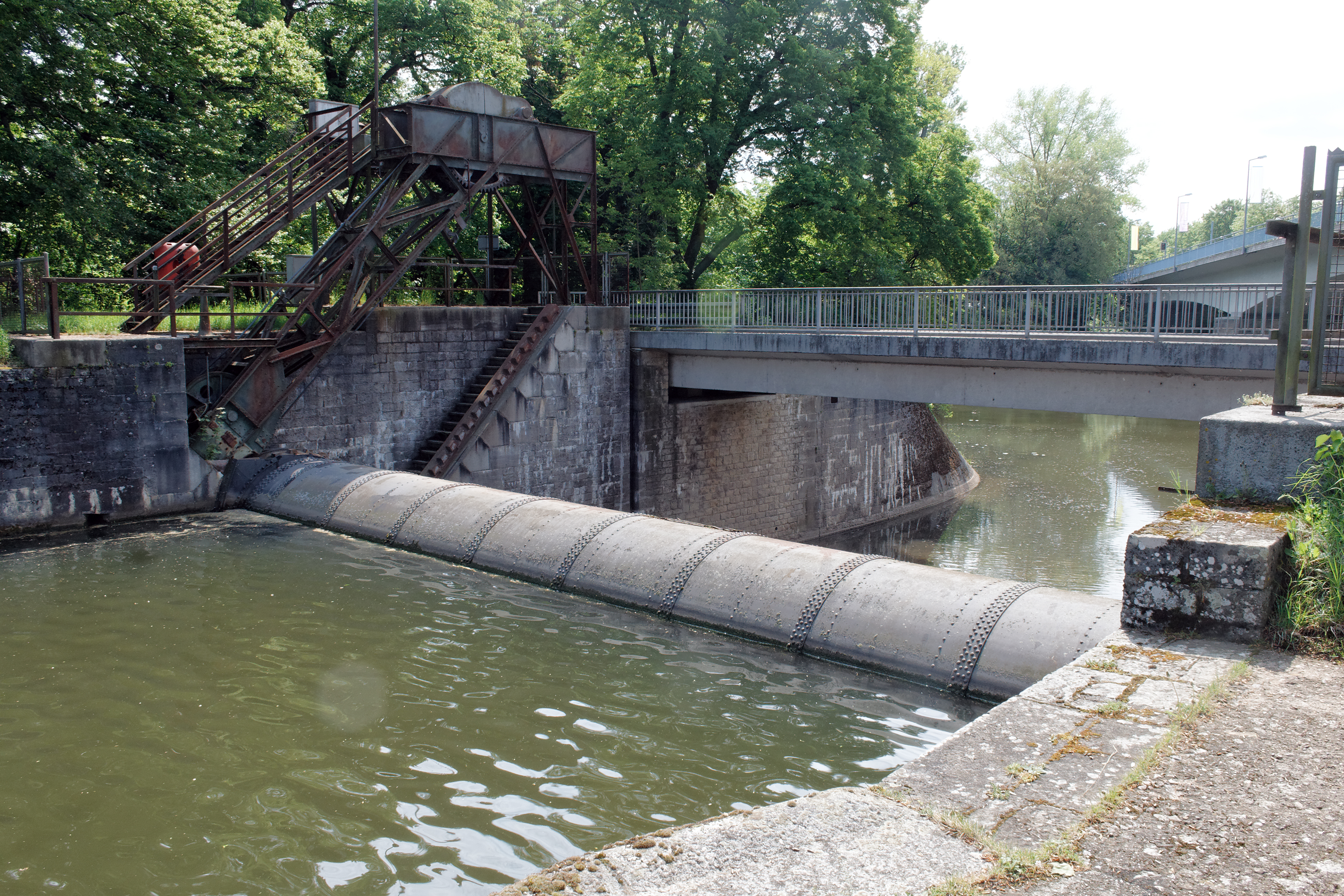
Walzenwehr
Staubalkenwehr
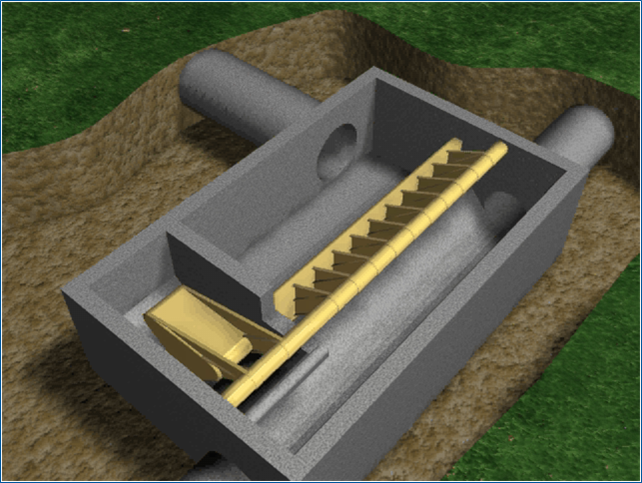
Schwimmergesteuertes Klappenwehr
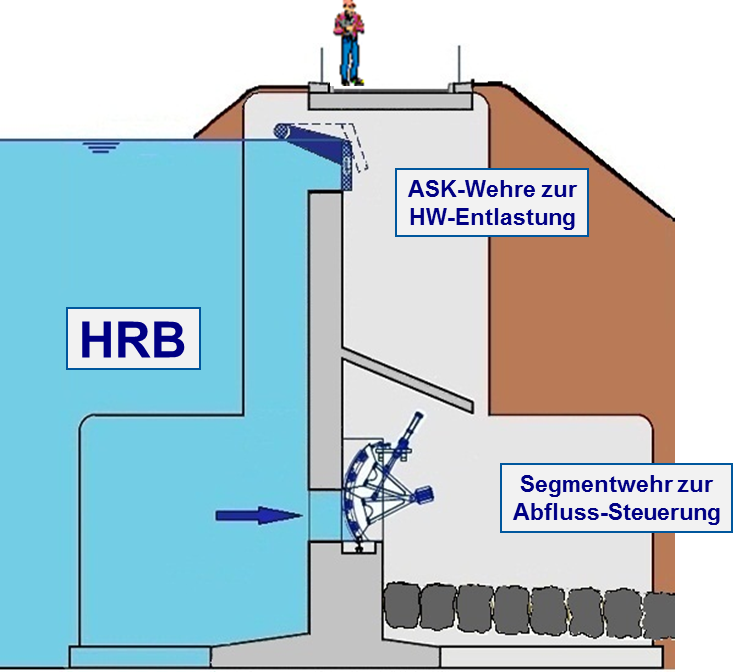
ASK-Wehr – Segmentwehr

### Bestandteile
Größere Wehranlagen werden meist mit mehreren Wehrfeldern mit Wehrverschlüssen (Regelungsorganen) ausgerüstet, die getrennt voneinander bedient werden können. Aus Sicherheitsgründen sollten Wehre ein Feld mehr haben als erforderlich (n-1-Regel), damit eines gefahrlos infolge Revision oder Verklausung bei Hochwasserereignissen ausfallen kann.
Viele Wehre enthalten – zumindest teilweise, in einzelnen Feldern – bewegliche Elemente (Schütz), mit denen eine Abflussregulierung möglich ist.
Moderne Wehre enthalten auch häufig einen Wehrsteg (Übergang), einen Fischpass (Wanderaufstiegshilfe), eine Schleuse oder Bootspassage (oder einen kombinierten Fisch-Kanu-Pass).

## Nebenwirkungen

### Ökologische Auswirkungen
Wehre sind künstliche Bauwerke in natürlichen Gewässern. Sie sperren das Gewässer ab und machen es dann Fischen und anderen Wasserlebewesen oft unmöglich, stromaufwärts zu wandern. Dieses Problem kann durch die Einrichtung einer Fischtreppe minimiert werden. Wenn eine feste Wehrschwelle möglich ist, setzt man heute auch häufig eine Sohlrampe anstelle eines Wehres ein, welche von den meisten aquatischen Lebewesen besser überwunden werden kann.
Wehre stauen das Gewässer auf und bewirken oberhalb eine deutliche Verringerung der Fließgeschwindigkeit, da sich bei gleichem Durchfluss die durchströmte Fläche erheblich vergrößert. Durch die geringere Fließgeschwindigkeit kommt es im Oberwasser zu verstärkter Sedimentation und die Sohle des Gewässerbettes kann sich aufhöhen. Unterhalb des Wehres fehlt das Geschiebe. Da Flüsse dann häufig mit ihrer überschüssigen Energie Sohlsubstrat aufnehmen, kann es unterhalb von Wehranlagen zur Sohlvertiefung, damit zur Vertiefung des gesamten Gewässers und möglicherweise auch des umgebenden Grundwassers kommen.
Bei einem stark belasteten Gewässer kann es oberwasserseitig wegen der geringen Fließgeschwindigkeit zu Sauerstoffmangel und dann auch zum Fischsterben kommen. Auch das Temperaturverhalten des Gewässers kann durch den Aufstau oberhalb beeinflusst werden. In der Regel findet man im Stauraum oberhalb des Wehres aufgrund der anderen Fließgeschwindigkeiten und Temperaturen eine andere Flora und Fauna als im Unterwasser.

### Gefahrenstelle
Ein überströmtes Wehr, das quer zum Fluss verläuft, ist für Schwimmer und von kleinen Booten aus auch bei Tageslicht von flussauf schlecht erkennbar. Ist die Fließgeschwindigkeit des Gewässers auch nur gleich groß wie die Geschwindigkeit von Schwimmer bzw. Boot (gegenüber Wasser) muss rechtzeitig oberhalb des Wehrs, etwa gewässerbreit vor der letzten rettenden Uferstelle zumindest quer zum Gewässer geschwommen/gefahren werden, um nicht Gefahr zu laufen, über das Wehr zu treiben.
Über ein Wehr getrieben folgt ein Sturz mit dem Wasserfall auf unbekannten Untergrund. Schäumendes Wasser hat eine geringere Dichte, so dass weniger Auftrieb entsteht, um den Kopf zum Atmen über Wasser halten zu können. Strebt man dank Auftrieb von Neopren, Schwimmweste oder Bootskörper nach oben, können einen die Wirbelwalzen vor und hinter dem Wasserfallvorhang immer wieder zum Fall treiben, wie an Treibholzstücken zu beobachten ist.